# Torneo de Zúrich 1990
El BMW European Indoors 1990 fue un torneo de tenis femenino, disputado del 08 al 14 de octubre de 1990. Fue un evento de categoría Tier II que se jugó en canchas de carpeta en pistas cubiertas como preparativo para el campeonato de fin de año de la WTA. Fue la 7.ª edición del torneo y tuvo lugar en el Saalsporthalle en la ciudad suiza de Zúrich.

## Campeonas

### Individual femenino
Steffi Graf venció a  Gabriela Sabatini por 6–3, 6–2

### Dobles femenino
Manon Bollegraf /  Eva Pfaff vencieron a  Catherine Suire /  Dianne Van Rensburg por 7-5, 6–4